# 韩国汽车工业协会
韩国汽车工业协会（韓語：한국자동차산업협회），是韩国汽车和机动车辆协会，创立于1988年，是代表韩国汽车厂利益的非盈利组织。

## 会员
- 韩国通用汽车
- 现代汽车
- 起亚汽车
- 双龙汽车
- 雷诺韩国汽车